# Like FM
Like FM — российская музыкальная радиостанция. Начала вещание 14 марта 2015 года на частоте 87,9 МГц, на которой раньше работала разговорная станция «Сити FМ». Радиостанция входит в холдинг ГПМ Радио. В эфире звучит зарубежная и российская музыка. Радиостанция ориентирована на молодежную аудиторию.

## О радиостанции
Like FM — первая эфирная радиостанция в России, использующая инновационный подход к программированию эфира. Принцип отбора музыкальных произведений можно сравнить с системой, созданной разработчиками сервисов Pandora, Spotify, iTunes Radio и 101.ru.
У слушателей есть возможность дистанционно влиять на плей-лист при помощи интерактивных средств коммуникации: смартфонов, сайта и социальных сетей. Они ставят «лайки» предложенным музыкальным трекам, и если песня им нравится — она звучит чаще в эфире.
Эфир радиостанции состоит из музыкального контента и программ развлекательного характера. Вещание полностью автоматизированное. Первой песней, прозвучавшей в эфире радиостанции, стала песня «Лайк» в исполнении группы «Ленинград» при участии ди-джеев Slider & Magnit.
Ещё одна особенность радиостанции — все песни звучат в эфире около двух минут, что позволяет уместить в обычный час почти два эфирных часа. Это даёт возможность услышать в два раза больше песен. Такой подход соответствует современной культуре потребления медиаконтента: песни проигрываются фрагментарно и длятся ровно столько, чтобы слушатель успел получить о них представление, но не успел устать от прослушивания.

## LikeParty
LikeParty — это внеэфирный проект радиостанции, интерактивный музыкальный фестиваль. Во время шоу зрители имеют возможность влиять на ход концерта: при помощи специально разработанного мобильного приложения, они могут менять порядок выхода музыкантов на сцену, управлять освещением и спецэффектами в зале, выигрывать призы. Первый концерт LikeParty состоялся 25 сентября 2016 года на площадке Space Moscow.
На сцену вышли: IOWA, Егор Крид, Swanky Tunes, Юлианна Караулова, Миша Марвин & Kan, Artik & Asti, Ёлка, Burito, Леонид Руденко, Jah Khalib, Ханна, Slider & Magnit, Мот, Quest Pistols Show, Елена Темникова, группа «Моя Мишель», Natan и Kristina Si, Тимати, Black Star Mafia, DJ Smash.
Второй концерт состоялся спустя год 5 октября 2017 года на площадке «Известия-Холл». Артисты: Мот, Iowa, Jah Khalib, Клава Кока, Serebro, Макс Барских, Natan, Ханна, Леонид Руденко, Миша Марвин, Feduk, Quest Pistols Show, Artik & Asti, Эмма М. Специальным гостем мероприятия стал Paul Damixie — румынский музыкальный продюсер, ди-джей, участник проекта Radio Killer.
Третий концерт состоялся 7 ноября 2018 года (т.к 18 октября 2018 года был отменён из-за взрыва дома в Челябинске) на площадке «Известия-Холл». Артисты: Matrang, T-Fest, RASA, Luxor, Артем Пивоваров, Звонкий, Мари Краймбрери, Зомб, Миша Марвин, Жак Энтони, HammAli & Navai, Лёша Свик, Элджей, Jah Khalib, CYGO, Елена Темникова, Leonid Rudenko, IVAN VALEEV, GAZIROVKA, Viu Viu, Ханна.
Шоу вёл единственный ведущий радиостанции — Виталий Мишу́ра.

## Аудитория
78 % аудитории — это молодые люди в возрасте до 35 лет. Среди них: мужчины — 47 %, женщины — 53 %. Это активные потребители социальных медиа и Интернета, которые предпочитают активный стиль жизни.
Ежедневная аудитория по данным исследования Radio Index-Москва Mediascope:
- апрель-июнь 2015 года — 108,1 тыс.человек
- январь-март 2016 года — 355,5 тыс.человек
- февраль-апрель 2018 года — 425,0 тыс.человек

В апреле 2016 года газета «Коммерсантъ» писала: 

«Последним успешным перезапуском, с точки зрения аудитории, можно считать музыкальную радиостанцию Like FM, запущенную в марте 2015 года на частоте разговорной станции „Сити FM“ (входит в „Газпром-медиа“). В декабре 2015 — феврале 2016 года её среднесуточная аудитория составляла 323 тыс. человек, или 3 %, тогда как у Сити FM» годом ранее — 2 %."— Коммерсантъ. Анна Афанасьева.

## Вещание
Вещание радиостанции ведётся в 50 городе России, а также в интернете:
| - Аксарка — 99.0 FM - Александров — 102.8 FM - Анапа (Чембурка) — 93,7 FM - Брянск — 100.3 FM - Великие Луки — 91.5 FM - Владимир — 107.9 FM - Вологда — 96,8 FM - Воронеж — 88.8 FM - Воткинск — 97,6 FM - Глазов — 95,3 FM - Геленджик — 89,9 FM - Горки — 99.0 FM - Ижевск — 88.0 FM - Казань — 107.3 FM - Касимов — 104.9 FM - Кемерово — 92,7 FM - Кинешма — 101,7 FM - Комсомольск-на-Амуре — 99.5 FM - Кострома — 89.7 FM - Красноярск — 95.0 FM - Курган — 89.3 FM - Можга — 91,2 FM - Москва — 87.9 FM - Михайлов — 89.0 FM - Мужи — 99.0 FM - Нальчик — 98.2 FM - Нижний Новгород — 88.4 FM - Новосибирск — 89.1 FM - Обнинск — 107.7 FM - Орехово-Зуево — 92.6 FM - Орёл — 106,8 FM - Пенза — 98.7 FM - Пермь — 93.1 FM - Ростов-на-Дону — 105.1 FM - Ряжск — 90.8 FM - Рязань — 103.2 FM - Салехард — 99.0 FM - Санкт-Петербург — 104.8 FM - Саратов — 104.8 FM - Сасово — 99.0 FM - Скопин — 92,5 FM - Тарко-Сале — 99,0 FM - Тольятти — 104.4 FM - Череповец — 90.6 FM - Чита — 90.0 FM - Шилово — 91,0 FM - Шурышкары — 99.0 FM - Южно-Сахалинск — 100,1 FM - Яр-Сале — 99.0 FM ПЛАН: - Лысьва — 87,8 FM - Можайск — 88,1 FM - Санкт-Петербург — 98,1 FM - Туапсе — 95.8 FM Вещание прекращено - Бузулук — 98.4 FM (заменено на Радио Родных Дорог, ныне Авторадио) - Саратов — 101.5 FM (заменено на Маруся FM) (переехал на 104.8 FM) - Унеча — 100.7 FM (заменено на Дорожное радио) |

## Награды
Like FM — неоднократный лауреат ежегодной национальной премии в области радиовещания «Радиомания». В 2016 году радиостанция получила специальный приз жюри «За инновационный подход к программированию музыкальной радиостанции».
В 2017 году «Золотой микрофон» достался за первый интерактивный фестиваль LikeParty в номинации «Продвижение радиостанции, лучший неэфирный проект».
Генеральный продюсер радиостанции, руководитель и создатель Like FM Денис Се́риков был признан лучшим «Медиа-менеджером 2016» в номинации «Электронные СМИ».

## Программы
Новый Трек на Like FM
В эфире звучит новая песня.
Like News
Новость часа. Ведущий — Виталий Мишура. Выходит в эфир ежедневно начала часа.
Like Сhart
Хит-парад из 50-ти песен, выбираемых слушателями за неделю. Выходит в эфир по четвергам в 17:00 (МСК).
Trend Chart
Интервью со звездами. Ведущий — Виталий Мишура и их звездные гости. Выходит в эфир по пятницам в 18:00 (МСК).

## Ведущие
Единственный ведущий радиостанции — Виталий Мишу́ра.